# 臨江寺 (徳島市)
臨江寺（りんこうじ）は、徳島県徳島市南佐古の眉山麓に位置する臨済宗妙心寺派の寺院である。山号は桃渓山。本尊は観世音菩薩。

## 歴史
阿波志や寺伝によれば、江戸時代初期の1605年（慶長10年）に明堂和尚が牛蒡庵と号する一庵を建立したのが始まりで、当初は曹洞宗であった。1626年（寛永3年）、蜂須賀正勝の側室である白雲院を当寺に葬り、白雲寺と改称。その後、臨江寺に再び改称した。
1644年（正保元年）、正勝と白雲院の娘・豊前中津城主・黒田長政の正室であった宝珠院が亡くなる一年前に菩提寺とするため、2代目徳島藩主・蜂須賀忠英から寺領として新たに20石が与えられた。
1646年（正保3年）、小松島の豊林寺（廃寺）により香南和尚が入寺し現宗派の寺となる。香南に次いで入寺した南山和尚の両人は本山の京都・妙心寺に昇住している。
1868年（明治元年）、神仏分離で境内を半分に縮小し今日に至るが、墓地には宝珠院始め白雲院、徳島藩の儒官・増田立軒、俳人の藤井機因、本草家の乾純水などの墓石がある。

## お松大明神
境内にある狸の祠で、第二次世界大戦前は臨江時の北側、大岩にはりついた松の大木の下に祀られていたが、戦災や道路整備などで現地に移転した。阿波の狸合戦の女傑が祀られている。

## 墓所
- 白雲院 - 蜂須賀正勝の側室
- 糸姫 - 黒田長政正室
- 増田立軒 - 徳島藩の儒学者
- 藤井機因 - 俳人
- 乾純水 - 儒学者

## 交通
- JR「佐古駅」より車で約5分。